# 凱西·柯區曼
凱西·約翰·柯奇曼（Casey John Kotchman，1983年2月22日—）生於美國佛羅里達州的聖彼得斯堡（St. Petersburg），目前是美國職棒大聯盟克里夫蘭印地安人隊的一壘手。2005年8月25日，柯區曼擊出他生涯第一支大聯盟的全壘打，而在2005年球季的47場出賽中，他一共擊出7支全壘打。
柯奇曼在高四那年率領校隊奪得佛羅里達州的青棒冠軍，並且獲選為佛羅里達棒球先生。巧合的是，被他擊敗的主要對手正是他後來在天使的隊友傑夫·馬席斯。
凱西的父親湯姆·柯奇曼（Tom Kotchman）是天使球團的球探以及小聯盟教練，世居佛羅里達州的湯姆·柯奇曼對於該州有天賦的棒球選手瞭若指掌。但是天使球團不希望因為這樣的關係而使得凱西的評價有任何誤差，所以儘可能不讓湯姆參與和凱西相關的事情。（页面存档备份，存于）
2006年開季前，天使隊將原本防守一壘的金手套得主戴林·厄斯泰移回他原本的中外野防區，正式讓凱西·柯奇曼接班。但是開季後他的表現一直十分不理想，經診斷後發現他得了傳染性的單核球症（Mononucleosis）而導致無法使出全力，天使因此將他放上傷兵名單休養。

## 外部連結
- 凱西·柯區曼在美國職棒（英语）
- 凱西·柯區曼在Baseball-Reference.com（大聯盟）（英语）
- 凱西·柯區曼在Baseball-Reference.com（小聯盟以及海外聯盟）（英语）
- 凱西·柯區曼在ESPN（MLB）（英语）
- 凱西·柯區曼在FanGraphs.com（英语）
- 凱西·柯區曼在The Baseball Cube（英语）